# Região Geográfica Intermediária de Londrina
A Região Geográfica Intermediária de Londrina é uma das seis regiões intermediárias do estado brasileiro do Paraná e uma das 134 regiões intermediárias do Brasil, criadas pelo Instituto Brasileiro de Geografia e Estatística (IBGE) em 2017. É composta por 94 municípios, distribuídos em seis regiões geográficas imediatas.
Sua população total estimada pelo Instituto Brasileiro de Geografia e Estatística (IBGE) para 1º de julho de 2018 é de 1 957 570 de habitantes, distribuídos em uma área total de 32 535,965 km².
Londrina é o município mais populoso da região intermediária, com 563 943 habitantes, de acordo com estimativas de 2018 do Instituto Brasileiro de Geografia e Estatística (IBGE).

## Regiões geográficas imediatas
| Região geográfica imediata                                   | Municípios | População Estimativa 2018 | Área (km²) |
| ------------------------------------------------------------ | --- | ------------------------- | ---------- |
| Região Geográfica Imediata de Londrina                       | Alvorada do Sul Arapongas Assaí Bela Vista do Paraíso Cafeara Cambé Centenário do Sul Florestópolis Guaraci Ibiporã Jaguapitã Jataizinho Londrina Lupionópolis Miraselva Pitangueiras Porecatu Prado Ferreira Primeiro de Maio Rolândia Sabáudia Sertanópolis Tamarana                 | 1 081 674                 | 8 406,144  |
| Região Geográfica Imediata de Santo Antônio da Platina       | Abatiá Andirá Barra do Jacaré Cambará Carlópolis Guapirama Jacarezinho Joaquim Távora Jundiaí do Sul Quatiguá Ribeirão Claro Ribeirão do Pinhal Salto do Itararé Santana do Itararé Santo Antônio da Platina São José da Boa Vista Siqueira Campos Tomazina Wenceslau Braz             | 269 800                   | 6 756,661  |
| Região Geográfica Imediata de Apucarana                      | Apucarana Bom Sucesso Borrazópolis Califórnia Cambira Jandaia do Sul Kaloré Marilândia do Sul Marumbi Mauá da Serra Novo Itacolomi Rio Bom São Pedro do Ivaí | 230 016                   | 3 264,783  |
| Região Geográfica Imediata de Cornélio Procópio-Bandeirantes | Bandeirantes Congonhinhas Cornélio Procópio Itambaracá Leópolis Nova América da Colina Nova Fátima Nova Santa Bárbara Rancho Alegre Santa Amélia Santa Cecília do Pavão Santa Mariana Santo Antônio do Paraíso São Jerônimo da Serra São Sebastião da Amoreira Sapopema Sertaneja Uraí | 182 684                   | 6 013,832  |
| Região Geográfica Imediata de Ivaiporã                       | Arapuã Ariranha do Ivaí Cândido de Abreu Cruzmaltina Faxinal Godoy Moreira Grandes Rios Ivaiporã Jardim Alegre Lidianópolis Lunardelli Manoel Ribas Rio Branco do Ivaí Rosário do Ivaí São João do Ivaí                                                                                | 134 000                   | 6 314,146  |
| Região Geográfica Imediata de Ibaiti                         | Conselheiro Mairinck Figueira Ibaiti Jaboti Japira Pinhalão | 59 396                    | 1 780,399  |
| Total                                                        | 94 | 1 957 570                 | 32 535,965 |